# Kino klub Split
Kino klub Split, kinematografski klub iz Splita.
Djelovanje Kino kluba Split, osnovanog 27. ožujka 1952. godine, u javnosti je prepoznato kao jedna od izvornih odrednica u povijesti hrvatske neprofesijske i alternativne kinematografije. U šest desetljeća postojanja, u produkciji Kino kluba Split realizirano je preko 600 kratkometražnih uradaka, od toga oko 290 na filmskoj vrpci.
U prostorijama kluba, čije su se adrese mijenjale tijekom povijesti, do današnje u Domu mladih, Ulica slobode 28 u Splitu, kroz filmske tečajeve svoja prva znanja o filmu su sticale mnoge generacije. Vlastite filmove je s većim ili manjim uspjehom radilo preko stotinu autora. Na brojnim smotrama, revijama i festivalima neprofesijskog i alternativnog filma kod kuće i u inozemstvu, Klub je mnogo puta nagrađivan, uvrstivši se tako među najproduktivnije i najuspješnije klubove u Hrvatskoj. U Klubu su se, kao po nekom pravilnom rasporedu, formiralo pet filmskih generacija autora i autorica.
Same osnivače, one koji su Klub stvorili i djelovali 50-ih godina te realizirali dva filma, nazvat ćemo prvom generacijom (Božidar Darko Domić, Mladen Nožica, Mate Bogdanović...).
60-ih godina dolazi druga, "zlatna generacija", koja je u povijesti Kluba ostavila duboki trag, po broju filmova, nagradama, ali najviše uvaženim estetskim postulatima gledanja na film. Ivan Martinac, Lordan Zafranović, Ante Verzotti, Vjekoslav Nakić, Andrija Pivčević, Ranko Kursar, Martin Crvelin, Mihovil Drušković i Krešimir Buljević, iako međusobno različitih senzibiliteta uspjeli su svojim odnosom kreirati filmove prepoznatljive forme nazvane "splitska škola" filma. 
70-ih godina se javlja generacija koja, nakon očekivanog prelaska autora iz 60-ih u profesionalni film, na tragu prethodnika, nastavlja autorski pristup estetici i poimanju filmske umjetnosti (Branko Karabatić, Dušan Tasić, Ivica Bošnjak, Joško Bojić...).
U drugoj polovici 80-ih dolazi četvrta generacija koja, ne narušavajući logičan razvoj, kontinuitet i opću prepoznatljivost splitske filmske škole, ipak donosi nešto novo, te brojnošću autora i filmova, ravnopravno stoji uz bok svojim prethodnicima (Žare Batinović, Luka Bezić, Petar Fradelić, Zdravko Mustać, Boris Poljak, Dasen Štambuk...).
Nadolazeća video tehnika 90-ih u klubu nailazi na veliki otpor, a ubrzo klub ostaje bez članova, financijske podrške i prostora. Nekolicina članova i u tom periodu uspjeva realizirati radove na video formatu (Alen Soldo, Jurčević, Maleš).
Danas svjedočimo trenutku potpune transformacije sustava u kojem su nekada djelovale grupe autora s prepoznatljivim izričajem u multifunkcionalan sustav s brojnim članovima čije djelovanje ne mora uvijek biti povezano, uvjerenja ponekad različita, a poetike čak sasvim oprečne. Ipak, ono što članove vezuje je uzajamna solidarnost i zajednički ideološki svjetonazor: besplatna oprema, edukacija i autorska sloboda. Usprkos brojnim preprekama, još jednom su članovi izgradili infrastrukturu, uredili prostore, pojačali programe, pobrinuli se za arhiv i povezali s prethodnim generacijama. Suradnje, koprodukcije i partnerstva sve su češće i postale su klupska svakodnevnica. Članovi se filmom mogu baviti amaterski, profesionalno i rekreativno, mogu osmišljavati i predlagati vlastite programe, a klub teži postati regionalni audiovizualni centar. Nova generacija autora i autorica (Igor Lušić, Jere Gruić, Andrija Mardešić, Igor Jelinović, Tonći Gaćina, Jurica Cukar, Sunčica Fradelić, Ivan Perić i mnogi drugi) artikulirala i nastavlja artikulirati svoje djelovanje kroz jezik audio-vizualnih medija suvereno i jasno, te se dobro plasira po domaćim i međunarodnim festivalima i različitim platformama za prikazivanje filmova.
Član kluba bio je poznati hrvatski olimpijac i legenda hrvatskog športa Duje Bonačić, zahvaljujući čijem je snimateljskom radu stvorena bogata filmska arhiva povijesti VK Gusara.

## Vanjske poveznice
- Kino klub Split -- Službena stranica
- Splitska škola filma - 60 godina Kino kluba Split  Arhivirana inačica izvorne stranice od 22. prosinca 2017. (Wayback Machine)